# Neonothopanus gardneri
Neonothopanus gardneri — вид базидіомікотових грибів родини часничникових (Marasmiaceae).

## Поширення
Ендемік Бразилії. Відомий у штатах Гояс, Піауї і Токантінс.

## Історія відкриття
У 1839 році британський натураліст Джордж Гарднер мандрував Бразилією. У місті Натівідад він спостерігав як діти граються якимись предметами, що світяться. При детальнішому огляді ботанік зрозумів, що це гриби. Діти також показали місце де знайшли гриби — біля основи стовбура пальми. Гарднер відіслав зразки у Ботанічні сади К'ю. У 1840 році Майлз Джозеф Берклі описав зразки під назвою Agaricus gardneri, на честь першовідкривача.
З моменту відкриття жодних досліджень гриба не проводились. Аж у 2009 році Університет Сан-Франциско організував експедицію до Бразилії у пошуках цього гриба. Вони вивчили анатомію і фізіологію гриба, провели генетичний аналіз і за допомогою спеціальних фільтрів і цифрової камери зафіксували біолюмінесценцію, яку людське око не бачить. Вид Agaricus gardneri перейменували у Neonothopanus gardneri.

## Опис
Плодове тіло жовтого кольору. Шапинка опукла, діаметром 1-9 см. З віком стає плоскою. Ніжка 3-5 см заввишки та 0,8-1,5 см завтовшки.
Гриб утворює мікоризу з пальмами Attalea humilis, Attalea funifera і Attalea speciosa
Гриб здатний до люмінесценції. Світиться яскравим зеленим світлом, при чому світіння може бути як вдень, так і вночі, і протягом тривалого часу. За однією з версій, світіння потрібно грибам, щоб привабити комах, які розносять спори грибів.